# Бобр (река)
Бобр (бел. Бобр) — река в Толочинском районе Витебской области и Крупском, Борисовском районах Минской области Беларуси, левый приток Березины. Длина реки — 124 км, площадь водосборного бассейна — 2190 км². Среднегодовой расход воды — в устье 15 м³/с, в половодье — до 540 м³/сек. Средний уклон реки — 0,56 м/км.
Берёт начало на Оршанской возвышенности у деревни Рафалово (бел. Рафалава) в Толочинском районе.
Исток лежит на границе бассейнов Березины, Друти и Западной Двины. Протекает по Центральноберезинской равнине, генеральное направление течения — юго-запад. Замерзает в середине декабря, ледоход в середине марта. По берегам поселения бобров, в пойме мелиоративные каналы. Долина трапециевидная, ширина 1—2 км. Пойма неровная, местами заболоченная, ширина 300—500 м. Русло извилистое, свободно меандрирует, ширина реки в межень 6—25 м, в устье около 40 м. Берега крутые, местами обрывистые.
Основные притоки — Нача, Обчуга (справа); Можа, Еленка, Плиса, Осока.
На реке Бобр расположены: город Крупки, городской посёлок Бобр, крупные деревни Обчуга, Старый Бобр, Выдрица и многочисленные более мелкие деревни.